# Observatorio Jodrell Bank

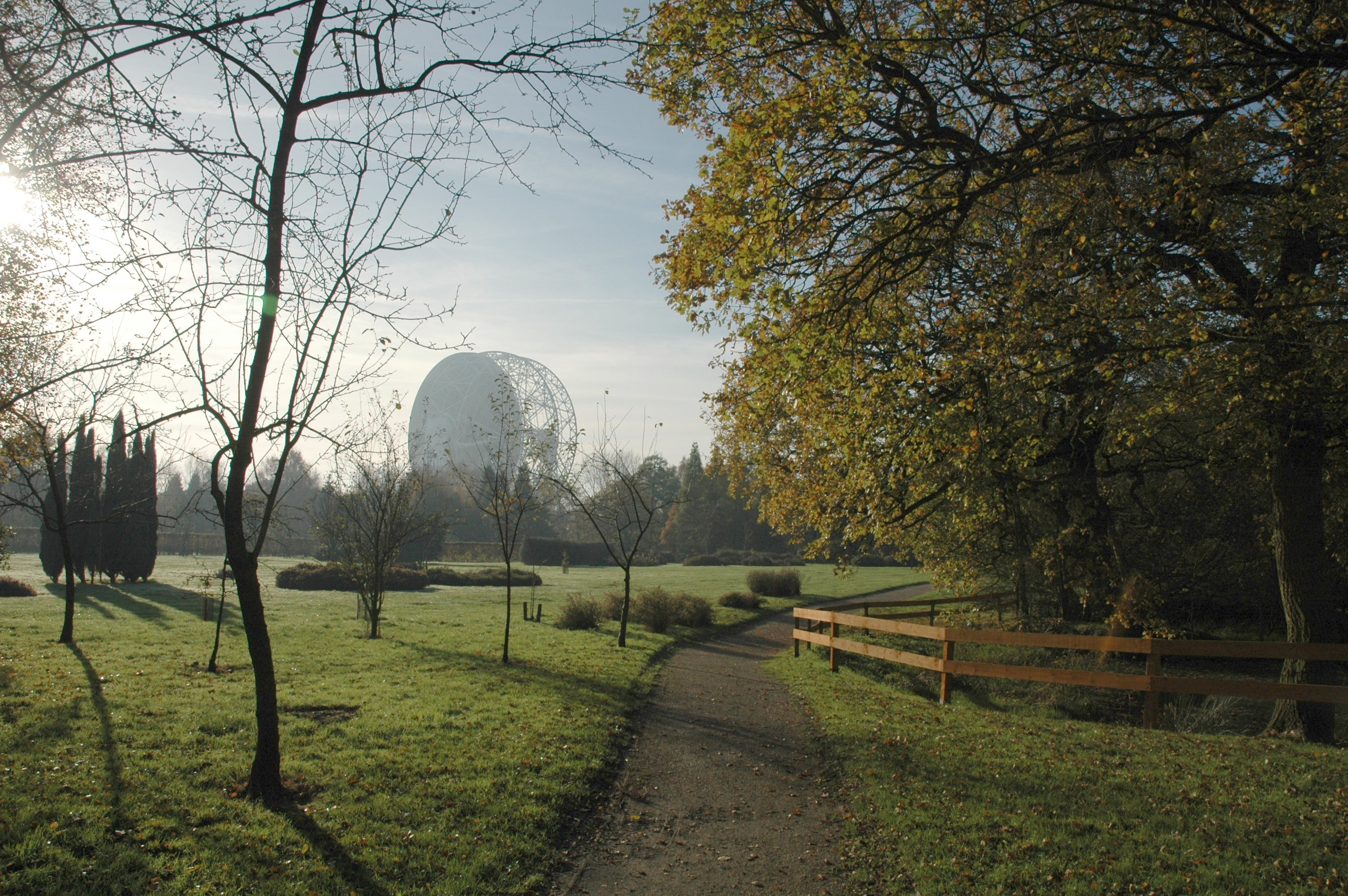
El observatorio Jodrell Bank.

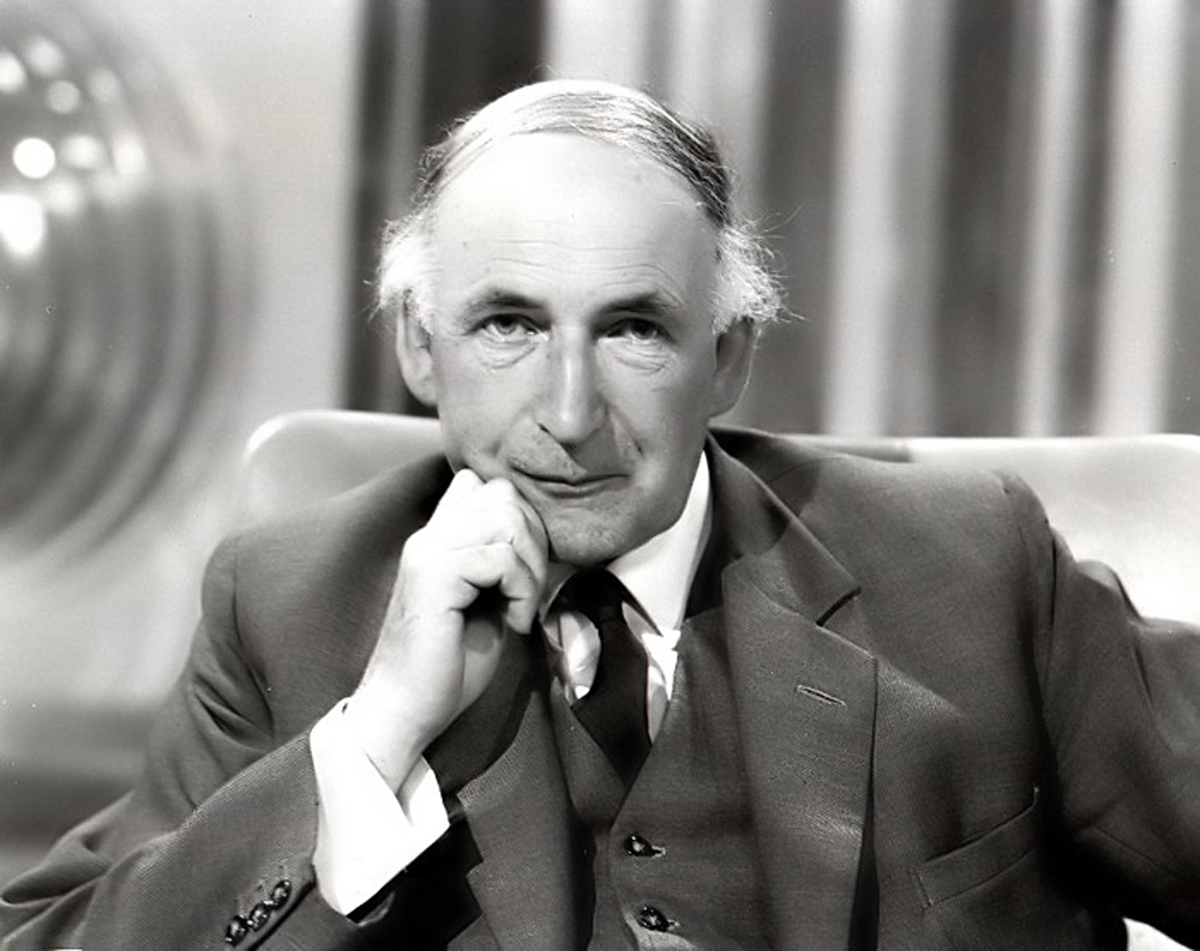
Bernard Lovell.

El Observatorio Jodrell Bank (originalmente, Jodrell Bank Experimental Station, luego, de 1966 a 1999, Nuffield Radio Astronomy Laboratories) es un observatorio astronómico que hospeda radiotelescopios, y es parte de la Universidad de Mánchester. Está cerca de Goostrey y Holmes Chapel en Cheshire en el noroeste de Inglaterra. Ha jugado un papel importante en la búsqueda de quasars y púlsars. En 1979, los científicos de Jodrell Bank anunciaron la primera detección de interferencia gravitacional, lo cual confirmaba la teoría de Einstein de la Relatividad General.
El observatorio fue establecido en 1955 por Bernard Lovell (ahora sir Bernard Lovell), quien quería investigar los rayos cósmicos después de su trabajo en el radar durante la Segunda Guerra Mundial. Uno de los telescopios del observatorio hace honor a su nombre.
El observatorio Jodrell Bank es también la base de MERLIN (Multi-Element Radio Linked Interferometer Netower), una estructura Nacional puesta en marcha por la Universidad de Mánchester.
En 2019, el observatorio fue declarado Patrimonio de la Humanidad por la UNESCO, que describe así:

Al noroeste de Inglaterra, en una zona rural exenta de interferencias sonoras, se halla el observatorio radioastronómico de Jodrell Bank, uno de los primeros del mundo. En 1945, año de la entrada en funcionamiento de este observatorio, en el sitio de su instalación se efectuaban investigaciones sobre las radiaciones cósmicas detectadas mediante un sistema de radar. Este centro científico, que aún prosigue sus actividades, posee varios radiotelescopios y una serie edificios funcionales habilitados para hangares técnicos, salas de control, etc. La labor de investigación llevada a cabo en Jodrell Bank ha tenido repercusiones importantes en ámbitos como el estudio de la luna y los meteoritos, el descubrimiento de los cuásares, la óptica cuántica y el seguimiento de las naves espaciales. Esta instalación tecnológica excepcional es ilustrativa del periodo de transición (1940-1960) de la astronomía óptica tradicional a la radioastronomía, durante el cual nuestros conocimientos del universo experimentaron profundas modificaciones.
Entrada «Jodrell Bank Observatory»

## Infraestructuras
Las 14 ha de Jodrell Bank guardan en su haber las colecciones nacionales de las especies de árboles Malus y Sorbus. El arboreto o jardín botánico también forma parte de una réplica a escala del sistema solar. Como parte del Spaced OUT project, Jodrell Bank es la representación del Sol en un modelo a escala de 1:15 000 000 del sistema solar, que cubre todo el Reino Unido desde Cornualles hasta las islas Shetland.
Hay centros para el visitante con características divulgativas, las cuales cubren la historia de Jodrell Bank y también hospeda un teatro en 3D que ofrece viajes simulados a Marte. Hay además un camino alrededor del telescopio Lovell, que se puede recorrer en aproximadamente 20 minutos, el cual tiene información que explica cómo funciona el telescopio y las investigaciones en las que está involucrado.